# Сюань-сюэ
Сюань-сюэ (кит. 玄學; буквально — тайное учение, учение о таинственном) — философское учение III—IV веков в
Китае, получившее также название неодаосизма, представляющее собой синтез даосизма и конфуцианства. Основные представители школы — Хэ Янь (190—249), Ван Би, Сян Сю и Го Сян.
Учение приняло форму осмысления и комментирования классических сочинений — таких как «Ицзин», «Даодэцзин», «Чжуан-цзы», которые назывались «тремя таинственными». Мистическое, таинственное рассматривался как ключ к пониманию земного, конфуцианского. К «таинственному» относится сюань (глубокое), дао и превращения (хуа), которые порождают всё остальное.
К этому течению относится также трактат Ян Сюна «Книга Великой Тайны» («Тайсюаньцзин»), альтернатива Ицзина, в которой вместо триграмм используются 81 тетраграммы, представляющие собой рациональную классификацию явлений.
Комментируя «Даодэцзин», Хэ Янь и Ван Би подчёркивают, что бытие (наличие) рождается из небытия (отсутствия), которое отождествляется с дао.
Школа Сюань-сюэ была популярна среди аристократии. Эта школа превозносила естественность и безыскусственность, что повлекло за собой возникновение стиля «ветер и поток» (кит. трад. 風流, палл. Фэн лю), получивший распространение в живописи и поэзии. Влияние сюань-сюэ ощутимо в принципах деятельности «Семи мудрецов из бамбуковой рощи».
Учение Сюань-сюэ, обладая некоторым сходством с буддийским учением о пустоте, способствовало восприятию буддийских идей. Развитие сюань-сюэ, как и распространение буддизма в Китае, было связано с политическим кризисом, последовавшим за падением династии Хань (206 до н. э. — 220 н. э.). Эти новые интеллектуальные течения выступили как альтернатива девальвировавшей конфуцианской ортодоксии.